# Barrera de gel de Ross

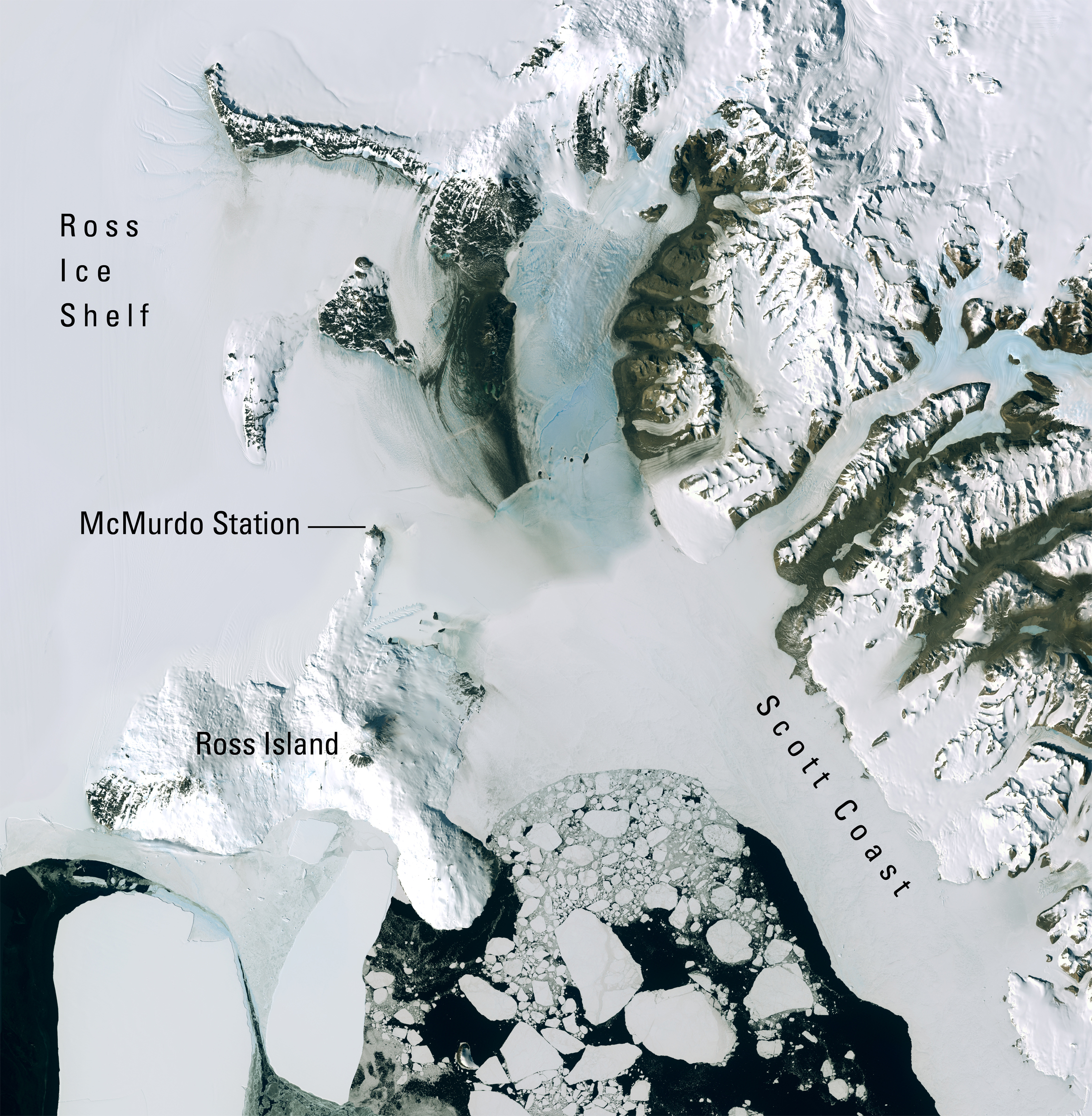
Vista satelital de la barrera de gel de Ross i entorns.

Dinàmica de creació de la plataforma de gel i dels icebergs.

La Barrera de gel de Ross és un gran plataforma de gel de l'Antàrtida amb una superfície de 500.809 km², i de prop de 800 km d'ample per 970 km de llarg (gairebé la mateixa mida que Espanya). El 90 per cent d'aquesta superfície és gel surant al mar.
Té alguns centenars de metres de gruix. El front de gel a mar obert és d'uns 600 km i arriba a tenir entre 15 i 50 metres d'altura sobre la superfície de l'aigua, amb un gruix que pot arribar a uns centenars de metres comptant la part enfonsada sota el mar.
La majoria de la barrera de gel de Ross es localitza dins de la dependència de Ross reclamada per Nova Zelanda.

## Història
El 5 de gener de 1841, un equip de l'almirallat britànic embarcat al HMS Erebus i el HMS Terror, unes naus de tres pals amb casc preparat per a trencar el gel, navegaven a la zona per a determinar la posició del pol Sud Magnètic. Quatre dies més tard, van enfilar el seu camí per mar obert, confiant a tenir un camí net cap a la seva destinació; però l'11 de gener, es van trobar amb aquesta enorme massa de gel.
Sir James Clark Ross, que liderava l'expedició, va dir: Bé, això no ens dona més possibilitats de creuar-lo que els penya-segats de Dover . Ross, que el 1831 havia localitzat el pol Nord Magnètic, va passar els següents dos anys cercant un passatge marítim cap al Pol Sud, sense trobar-lo. Posteriorment aquest camp de gel va ser batejat amb el seu nom, i els dos volcans de l'illa de Ross, amb el nom dels seus vaixells.
Aquesta plataforma de gel deu el seu nom al capità James Clark Ross que la va descobrir el 28 de gener de 1841. Ross va cartografiar l'extensió de gel que arriba fins a 160°O.
Les primeres exploracions antàrtiques que cercaven el pol Sud, prenien la barrera de gel de Ross com a punt de partida. A la primera exploració de l'àrea, Robert Falcon Scott va fer interessants estudis de la barrera i els seus entorns. Finalment va acabar sent la tomba per a ell i el seu equip el 1912.

## La Barrera de gel a la cultura popular
Durant segles les àrees australs no van ser explorades. I els antics grecs van concloure que les terres del sud tenien la mateixa massa per balancejar les terres del nord d'Euràsia. Per això a l'època en què els cartògrafs europeus traçaven mapes, el famós cartògraf Gerardus Mercator (1512-1595) dibuixà una gegantina illa a l'àrea del pol Sud i la va denominar Terra Australis Incognita. Amb tot, quan el 1578 Sir Francis Drake va ser portat al sud per una violenta tempesta, no va veure cap senyal del mític continent.